# Précinction

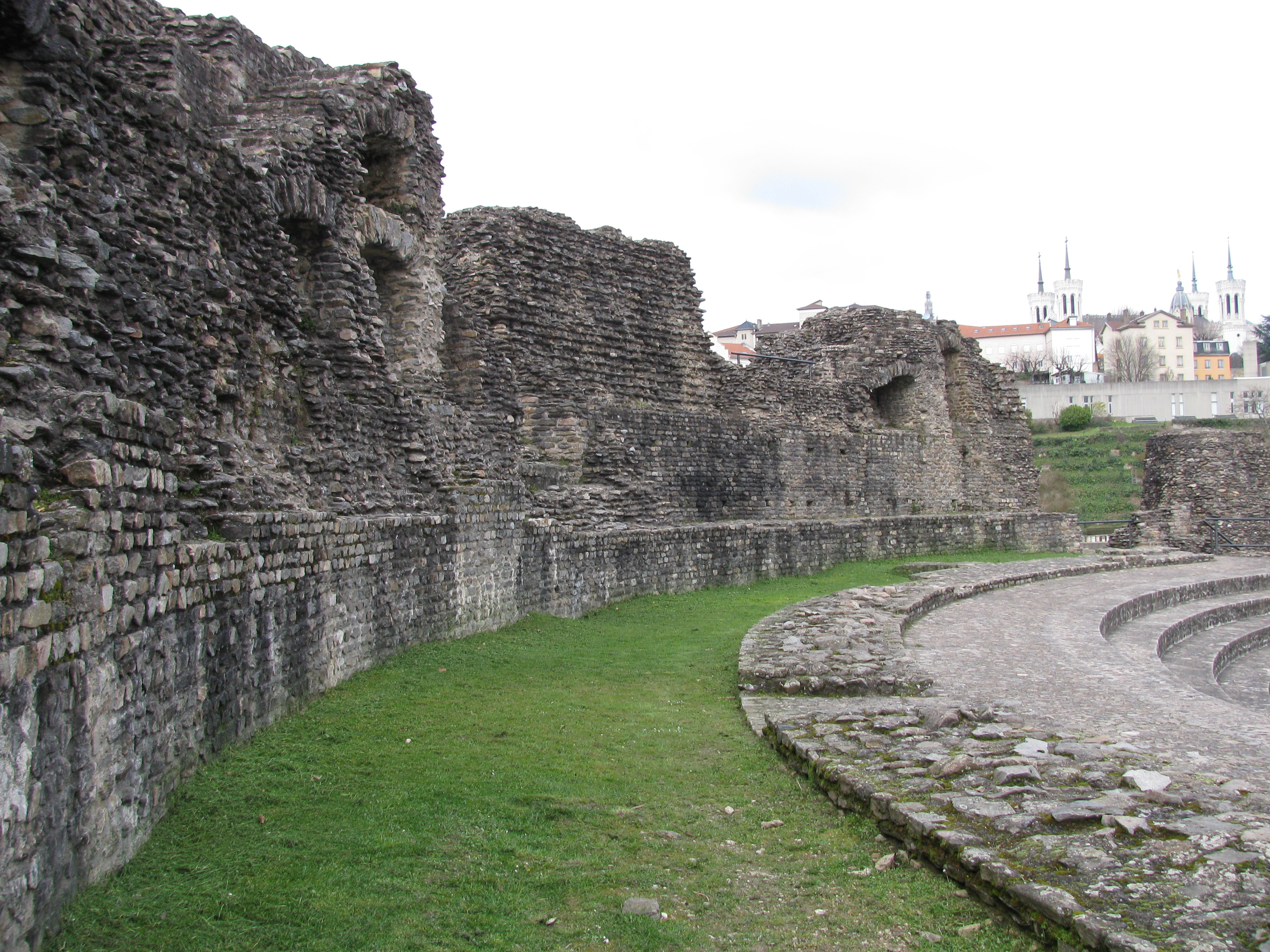
Précinction à l'odéon antique de Lyon.

Une précinction (en latin « præcinctio », en grec « diazôma ») est, dans le vocabulaire de l'architecture, une séparation entre plusieurs groupes de gradins superposés d'un édifice de spectacle antique, amphithéâtre, cirque, odéon ou théâtre.

## Description
| - Théâtre romain de Bosra. Précinction en (9). - Théâtre grec d'Épidaure. Au centre, le diazôma. |

Dans un édifice de spectacle antique, théâtre ou amphithéâtre, les gradins de la cavea sont regroupés, dans le sens de la hauteur, en plusieurs volées qui constituent des mæniana. Ces groupes de gradins, outre leur aspect pratique, ont pour rôle de hiérarchiser les places en fonction du statut social des spectateurs, les notables en bas, les personnes de statut inférieur tout en haut.

Coupe schématique de la cavea d'un édifice de spectacle antique.

Les mæniana sont séparés par des précinctions, sortes de paliers ou trottoirs horizontaux épousant la courbe de la cavea sur toute sa largeur. Les précinctions constituent des espaces de circulation horizontale empruntés par les spectateurs pour gagner leurs places. Le terme latin de praecinctio trouve son équivalent en grec avec le diazôma. Vitruve précise que, pour que l'acoustique de l'édifice ne soit pas perturbée, la largeur de la précinction ne soit pas être inférieure à la hauteur du muret qui la sépare du mænianum supérieur,.
Ce sont souvent au niveau des précinctions qu'aboutissent, quand ils existent, les vomitoires, galeries radiales partiellement ou totalement couvertes reliant la périphérie de l'édifice aux gradins de la cavea.